# Ośrodek sportu i rekreacji

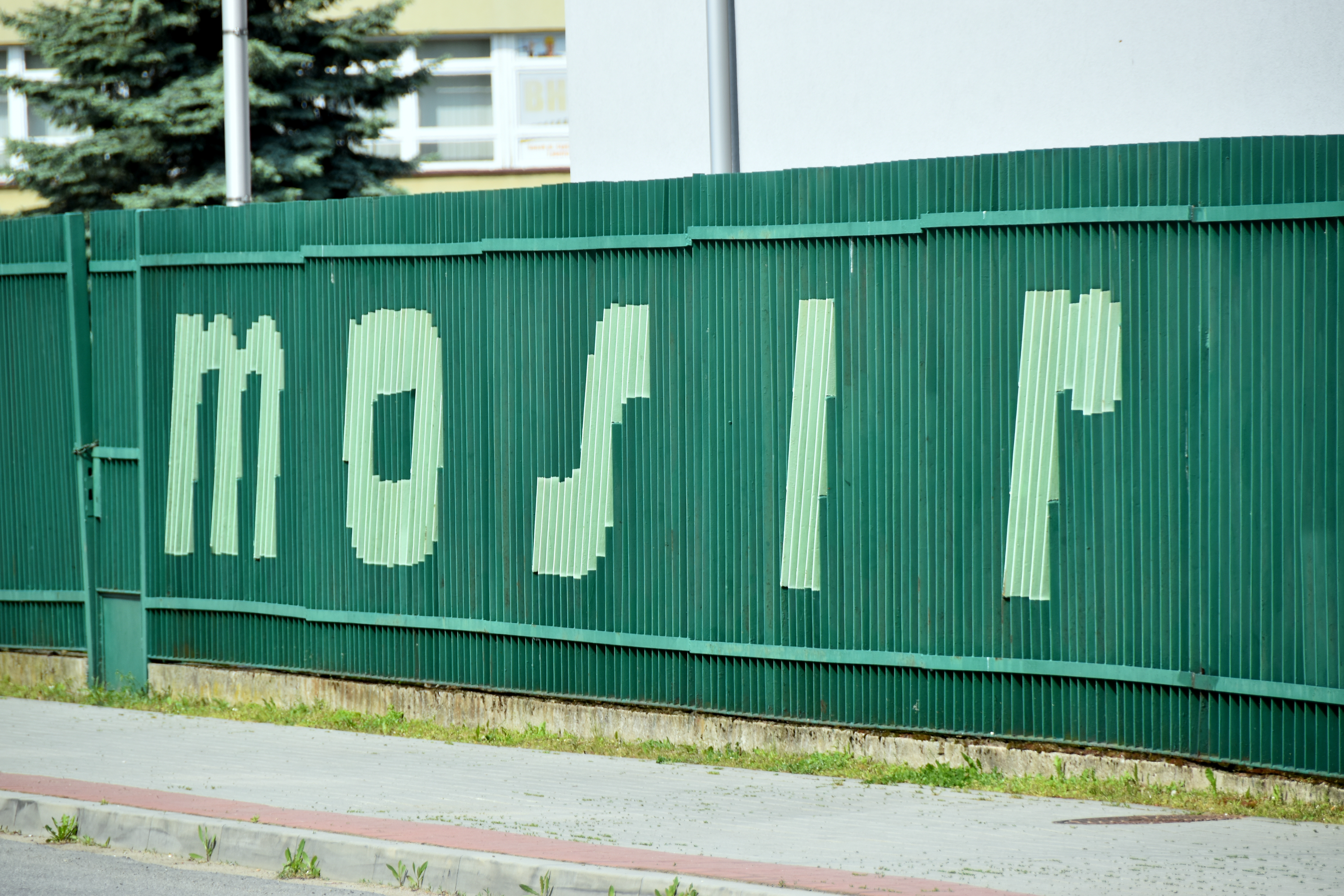
Motyw MOSiR w Sanoku

Ośrodek sportu i rekreacji (OSiR) – podmiot zajmujący się krzewieniem kultury fizycznej, sportu i rekreacji wśród mieszkańców danej miejscowości, mający również za zadanie utrzymanie obiektów sportowych, prowadzenie sekcji sportowych oraz zawodów na szczeblach lokalnych i wyższych. W wielu miastach funkcjonuje pod nazwą Miejski Ośrodek Sportu i Rekreacji (MOSiR).
Ośrodki te są najczęściej jednostkami budżetowymi utrzymywanymi przez jednostki samorządu terytorialnego z budżetów tych jednostek, darowizn sponsorów, a także z subwencji Unii Europejskiej. Ośrodki przyjmują różne nazwy, np. MOSiR (Miejski Ośrodek Sportu i Rekreacji) w wielu miastach, jak również lokalnie np. POSiR (Poznański Ośrodek Sportu i Rekreacji), SOSiR (Słupski Ośrodek Sportu i Rekreacji) itp. Nie tworzą wspólnej organizacji. Niektóre z nich prowadzą także działalność gospodarczą, wynajmują swoje obiekty, prowadzą szkółki.